# Hospital San José Moscati
El Hospital Moscati es un hospital privado de tercer nivel ubicado en Juriquilla, Santiago de Querétaro, México. Fue inaugurado a finales de febrero de 2020 como desarrollo de Grupo EBOR. Por su altura (155 m) y número de niveles (36), ha sido descrito como el hospital más alto de América Latina.

## Historia
El Hospital Moscati fue concebido como un centro de salud integral de alta especialidad, con capacidad para procedimientos complejos y cuidados críticos. Desde su apertura, ha incorporado tecnología de vanguardia y un modelo de atención centrado en el paciente.

## Infraestructura y servicios
- Habitaciones: 44
- Cubículos de terapia intensiva e intermedia: 12
- Cubículos de urgencias: 15
- Estacionamiento: 5 sótanos
- Diagnóstico e imagenología: mastografía, ultrasonido, fluoroscopía, resonancia magnética, tomografía computarizada, rayos X y arco en C.
- Laboratorio clínico: participa en el Programa PACAL (Aseguramiento de la Calidad).
- Laboratorio de diagnóstico molecular: estudios especializados.
- Urgencias 24/7.
- Especialidades médicas: ginecología y obstetricia, pediatría, cardiología, ortopedia, otorrinolaringología, nefrología, infectología, entre otras.
- Servicios complementarios: cafetería, restaurantes, salas de espera, áreas de descanso médico y recorridos virtuales.[3]

## Oncología
En marzo de 2020, el Hospital Moscati firmó un convenio con Elekta para dotar su centro oncológico con radioterapia adaptativa en tiempo real mediante el sistema Unity MR-Linac, además de un acelerador lineal Versa HD, radiocirugía Gamma Knife y braquiterapia Flexitron.

## Certificaciones y reconocimientos
- Certificación HUCI (Humanización de las Unidades de Cuidados Intensivos), obtenida en febrero de 2024, con calificación de 95.5; segundo hospital en América Latina con este reconocimiento.[6]
- PACAL en laboratorio clínico.[3]
- ISO 9001:2015 en procesos del laboratorio (Laboratorio de Diagnóstico Molecular).[3]

## Expansión
En 2025 se anunció una inversión aproximada de 1,000 millones de pesos para construir una nueva infraestructura hospitalaria en San Juan del Río, Querétaro, con inicio de obra previsto para noviembre y una primera etapa estimada a 12 meses.